# Четкарёв, Ксенофонт Архипович
Ксенофо́нт Архи́пович Четкарёв (22 января 1910, д. Нижний Конец, Уржумский уезд, Вятская губерния (ныне — с. Байса, Уржумский район, Кировская область) — 1 августа 1956, Йошкар-Ола, Марийская АССР) — марийский советский учёный-этнограф, фольклорист, организатор науки, писатель, член Союза писателей СССР с 1953 года. Директор МарНИИ. Первый кандидат наук в Марийской АССР. Участник Великой Отечественной войны.

## Биография
Родился в бедной крестьянской семье. Сирота, с 3 лет жил у деда в д. Дурмагашево (Нурмага), воспитывался в Вятском детском доме (1920—1925).
Окончил школу в п. Сернур МАССР, Казанский Восточно-педагогический институт.
В 1931 году — директор Маргостеатра. Был организатором и первым директором Марийского техникума искусств.
В 1937 году окончил аспирантуру Института этнографии АН СССР в Ленинграде, успешно защитил кандидатскую диссертацию на тему «Марийские сказки». В 1938—1941 годах возглавлял МарНИИ, в 1941—1942 годах — завуч Новоторъяльской средней школы.
С началом Великой Отечественной войны был политруком на спецстройке в п. Кокшайск. В 1942—1945 годах находился на фронте: в марте — июне 1942 года — курсант военно-политических курсов в Московском военном округе, старший лейтенант, в июле — декабре 1943 года — преподаватель Ленинградского арттехучилища (Ижевск), в декабре 1943 — мае 1944 годов — преподаватель стрелково-миномётного училища в Молотове (ныне — Пермь), в мае 1944 — марте 1945 года — снова преподаватель Ленинградского арттехучилища (г. Ленинград), в марте — сентябре 1945 года — сотрудник комендатуры железнодорожной станции Рига.
В послевоенное время учился в докторантуре АН СССР, был руководителем МарНИИ, где проработал до конца жизни. Похоронен на Марковском кладбище в Йошкар-Оле.

## Научная деятельность
Заниматься научным изучением марийского фольклора и марийской литературы стал с конца 1930-х годов. В 1934 г. в журнале «МАО» впервые опубликовал статью о развитии марийского театрального искусства, в журнале «У вий» — этнографический очерк «Тӱм-тӱм». Составитель сборника народных частушек «Колхоз муро» (1936).
В годы работы в МарНИИ опубликовал исследования о марийском фольклоре «Из истории собирания и публикации марийского фольклора до 1917 года», «Легенды и предания марийского народа», «Марийские сказочники», «Героические образы в марийских сказках», «Песни мари» и др. Известен как составитель сборников марийских народных сказок: «Марийские сказки» (1948), «Марий йомак» (1950), «Нылле ик шоя» («Сорок одна небылица», 1950), «Марийские народные сказки» (1956) и др. Не успел завершить докторскую диссертацию на тему «Русско-марийские взаимоотношения по материалам устного народного творчества».

## Награды
- Орден «Знак Почёта» (1946)[3]
- Почётная грамота Президиума Верховного Совета Марийской АССР (1951)[2]

## Семья
- Сын — Вячеслав Ксенофонтович Четкарёв, с 1990-го года был редактором газеты «Комментатор»; проживает в Санкт-Петербурге[источник не указан 1301 день].

## Основные произведения
Основные произведения К. Четкарёва на марийском и в переводе на другие языки:

### На марийском языке
- Тӱм-тӱм: экспедиций материал гыч // У вий. 1935. № 9—10. С. 119—123.
- Колхоз муро: такмак-вл. [Колхозные частушки]. Йошкар-Ола, 1936. 80 с.
- Марий калыкын преданий ден легендыже нерген; Ронго районысо йомак-шамыч // Марий фольклор ден литература. Йошкар-Ола, 1945. С. 7—132.
- Марий йомак: сборник [Марийские сказки]. Йошкар-Ола, 1950. 256 с.
- Богатырь нерген марий калыкын преданийже-шамыч; Марий калыкын муро фольклоржо да йомаклаште героический образ-шамыч нерген // Марий литература. Йошкар-Ола, 1950. С. 3-20, 187—213.
- Нылле ик шоя: йочалан возымо йомак-вл. [Сорок одна небылица: сказки для детей]. Йошкар-Ола, 1955. 40 с.; 1990. 49 с.

### В переводе на другие языки
- Марийские частушки // Сов. фольклор. 1936. № 4—5. С. 89—95.
- О марийских преданиях и легендах // Труды МарНИИ. Вып. II: Вопросы истории, языка, литературы и фольклора мари. Йошкар-Ола, 1940. С. 150—179.
- Марийские сказки: Т. 1: Ронгинский район / пер. на рус. Йошкар-Ола, 1941. 316 с.
- Марийские сказочники // Учён. зап. МГПИ. Йошкар-Ола, 1941. С. 95—134.
- Марийские сказки. Йошкар-Ола, 1948. 184 с.
- Песни мари // Марий калык муро. М-Л., 1951. С. 9—34.
- Максим Горький и проблемы марийского фольклора; Идеи патриотизма в русских былинах; Марийские предания о родоплеменных богатырях; Героические образы в марийских сказках; Советская фольклористика в Марийской АССР // Учён. зап. МарНИИ. Йошкар-Ола, 1951. С. 8—34, 137—194, 221—234.
- Марийские народные сказки: Т. 2: Моркинский район / пер. на рус. Йошкар-Ола, 1955. 200 с.
- Марийские предания об Акпарсе // Труды МарНИИ. Вып. 7: История, язык и литература мари. Йошкар-Ола, 1955. С. 33—80.
- Песни марийского народа // Марийские песни. М., 1955. С. 3—14.
- Марийские народные сказки. Йошкар-Ола, 1956. 244 с.
- О героинях марийских сказок // Труды МарНИИ. Вып. 9: История, язык и литература мари. Йошкар-Ола, 1956. С. 86—92.
- Нӹллӹ ик алталымаш: ямаквлӓ [Сорок одна небылица: сказки для детей] / В. Петухов сӓрен. Йошкар-Ола, 1989. 48 с.